# Diaspidiotus taxodii
Diaspidiotus taxodii är en insektsart som först beskrevs av Ferris 1938.  Diaspidiotus taxodii ingår i släktet Diaspidiotus och familjen pansarsköldlöss. Inga underarter finns listade i Catalogue of Life.